# Crepidacantha solea
Crepidacantha solea är en mossdjursart som beskrevs av Canu och Bassler 1929. Crepidacantha solea ingår i släktet Crepidacantha och familjen Crepidacanthidae. Inga underarter finns listade i Catalogue of Life.